# Bobby Womack
Robert Dwayne Womack  (Cleveland, Ohio, 4 de março de 1944 – Tarzana, Los Angeles, 27 de junho de 2014), mais conhecido por Bobby Womack, foi um cantor, compositor e músico estadunidense. Ativo desde o início dos anos 60, quando ele começou sua carreira como vocalista da banda de sua família chamado The Valentinos, e como um guitarrista que acompanhou Sam Cooke. A carreira de Womack foi desenvolvida durante mais de 40 anos e gerou um repertório em estilos como R&B, soul, doo-wop, country, funk. Entre suas composições mais famosas estão "It's All Over Now" (que tornou-se grande sucesso ao ser regravada pelos Rolling Stones), e "I Can Understand It", ambas gravadas em conjunto com o The Valentinos. Em sua carreira solo, seus hits mais famosos são "Lookin' For a Love", "That's The Way I Feel About Cha", "Woman's Gotta Have It", "Harry Hippie", "Across 110th Street", "If You Think You're Lonely Now" e "I Wish He Didn't Trust Me So Much".
Womack foi introduzido no Rock and Roll Hall of Fame, em 2009.

## Discografia

### Álbuns de Estúdio
| Álbum                                    | Detalhes                                                              | Desempenho nas Paradas Musicais | Desempenho nas Paradas Musicais | Desempenho nas Paradas Musicais | Cópias Vendidas | Certificações |
| Álbum                                    | Detalhes                                                              | Billboard 200                   | Top R&B/Hip-Hop Albums          | UK Albums Chart                 | Cópias Vendidas | Certificações |
| ---------------------------------------- | --------------------------------------------------------------------- | ------------------------------- | ------------------------------- | ------------------------------- | --------------- | ------------- |
| Fly Me to the Moon                       | - Lançamento: Janeiro de 1969 - Gravadora/Selo: Minit                 | 174                             | 34                              | —                               |                 |               |
| My Prescription                          | - Lançamento: Fevereiro de 1970 - Gravadora/Selo: Minit               | —                               | 44                              | —                               |                 |               |
| Communication                            | - Lançamento: 15 de Setembro de 1971 - Gravadora/Selo: United Artists | 83                              | 7                               | —                               |                 |               |
| Understanding                            | - Lançamento: 30 de Maio de 1972 - Gravadora/Selo: United Artists     | 43                              | 7                               | —                               |                 |               |
| Across 110th Street                      | - Lançamento: 1972 - Gravadora/Selo: United Artists                   | 50                              | 6                               | —                               |                 |               |
| Facts of Life                            | - Lançamento: 08 de Junho de 1973 - Gravadora/Selo: United Artists    | 37                              | 6                               | —                               |                 |               |
| Lookin' for a Love Again                 | - Lançamento: 11 de Janeiro de 1974 - Gravadora/Selo: United Artists  | 85                              | 5                               | —                               |                 |               |
| I Don't Know What the World Is Coming To | - Lançamento: 28 de Março de 1975 - Gravadora/Selo: United Artists    | 126                             | 20                              | —                               |                 |               |
| Safety Zone                              | - Lançamento: 27 de Outubro de 1975 - Gravadora/Selo: United Artists  | 147                             | 40                              | —                               |                 |               |
| BW Goes C&W                              | - Lançamento: 1976 - Gravadora/Selo: United Artists                   | —                               | —                               | —                               |                 |               |
| Home Is Where the Heart Is               | - Lançamento: 1976 - Gravadora/Selo: Columbia                         | —                               | —                               | —                               |                 |               |
| Pieces                                   | - Lançamento: 1978 - Gravadora/Selo: Columbia                         | 205                             | —                               | —                               |                 |               |
| Roads of Life                            | - Lançamento: 1979 - Gravadora/Selo: Arista                           | 206                             | 55                              | —                               |                 |               |
| The Poet                                 | - Lançamento: 1981 - Gravadora/Selo: Beverly Glen                     | 29                              | 1                               | —                               |                 |               |
| The Poet II                              | - Lançamento: 1984 - Gravadora/Selo: Beverly Glen                     | 60                              | 5                               | 31                              |                 |               |
| So Many Rivers                           | - Lançamento: 1985 - Gravadora/Selo: MCA                              | 66                              | 5                               | 28                              |                 |               |
| Someday We'll All Be Free                | - Lançamento: 1985 - Gravadora/Selo: Beverly Glen                     | 207                             | 59                              | —                               |                 |               |
| Womagic                                  | - Lançamento: 1986 - Gravadora/Selo: MCA                              | —                               | 68                              | —                               |                 |               |
| The Last Soul Man                        | - Lançamento: 1987 - Gravadora/Selo: MCA                              | —                               | —                               | —                               |                 |               |
| Save the Children                        | - Lançamento: 1989 - Gravadora/Selo: SOLAR                            | —                               | —                               | —                               |                 |               |
| Soul Seduction Supreme                   | - Lançamento: 1994 - Gravadora/Selo: Castle                           | —                               | —                               | —                               |                 |               |
| Resurrection                             | - Lançamento: 16 de Agosto de 1994 - Gravadora/Selo: Continuum        | —                               | 91                              | —                               |                 |               |
| Back to My Roots                         | - Lançamento: August 24, 1999 - Gravadora/Selo: Capitol               | —                               | —                               | —                               |                 |               |
| Traditions                               | - Lançamento: November 4, 1999 - Gravadora/Selo: Capitol              | —                               | —                               | —                               |                 |               |
| Christmas Album                          | - Lançamento: 2000 - Gravadora/Selo: Indigo                           | —                               | —                               | —                               |                 |               |
| The Bravest Man in the Universe          | - Lançamento: 08 de Junho de 2012 - Gravadora/Selo: XL                | 181                             | 21                              | 49                              |                 |               |
| The Best Is Yet to Come                  | - Lançamento: TBA - Gravadora/Selo: XL                                | —                               | —                               | —                               |                 |               |

### Ao Vivo
| Álbum                           | Detalhes                                                            | Desempenho nas Paradas Musicais | Desempenho nas Paradas Musicais | Cópias Vendidas | Certificações |
| Álbum                           | Detalhes                                                            | Billboard 200                   | Top R&B/Hip-Hop Albums          | Cópias Vendidas | Certificações |
| ------------------------------- | ------------------------------------------------------------------- | ------------------------------- | ------------------------------- | --------------- | ------------- |
| Your Navy Presents Bobby Womack | - Lançamento: 1968 - Gravadora/Selo: United States Navy Recruitment | -                               | -                               |                 |               |
| The Womack "Live"               | - Lançamento: 1970 - Gravadora/Selo: United Artists                 | 188                             | 13                              |                 |               |
| Soul Sensation Live             | - Lançamento: 1998 - Gravadora/Selo: Sequel                         | —                               | —                               |                 |               |

### Coletâneas
- 1975: Greatest Hits (United Artists) – US No. 142, R&B No. 30
- 1975: I Can Understand It (United Artists) – same tracks as on Greatest Hits
- 1986: Check it Out (Stateside) – UK SSL 6013
- 1993: Midnight Mover – The Bobby Womack Collection (EMI USA)
- 1998: Red Hot + Rhapsody
- 1999: Traditions (The Right Stuff/Capitol/EMI)
- 2003: Lookin' For a Love: The Best of 1968–1976 (Stateside Records)[5]
- 2004: Fly Me to the Moon/My Prescription on one CD ($tateside/EMI Records)[5]
- 2004: Understanding/Communication ($tateside/EMI Records)[5]
- 2004: Womack Live/The Safety Zone ($tateside/EMI Records)[5]
- 2004: Lookin' For A Love Again/BW Goes CW ($tateside/EMI Records)[5]
- 2004: Facts of Life/I Don't Know What the World Is Coming To ($tateside/EMI Records)[5]
- 2013: Everything's Gonna Be Alright: The American Singles 1967-76 (Charly Records)
- 2014: Icon (Capitol/UMe/Universal)

### Singles
| Ano  | Single (Lado-A, Lado-B) Ambos os lados do mesmo álbum, exceto onde indicado                                            | Desempenho        | Desempenho            | Desempenho       | Álbum                                    |
| Ano  | Single (Lado-A, Lado-B) Ambos os lados do mesmo álbum, exceto onde indicado                                            | Billboard Hot 100 | Hot R&B/Hip-Hop Songs | UK Singles Chart | Álbum                                    |
| ---- | --- | ----------------- | --------------------- | ---------------- | ---------------------------------------- |
| 1965 | "Nothing You Can Do" b/w "Get It While You Can"                                                                        | –                 | –                     | –                | Non-album tracks                         |
| 1965 | "I Found A True Love" b/w "A Lonesome Man"                                                                             | –                 | –                     | –                | Non-album tracks                         |
| 1966 | "What Is This" b/w "I Wonder"                                                                                          | –                 | –                     | –                | Non-album tracks                         |
| 1967 | "Find Me Somebody" b/w "How Does It Feel"                                                                              | –                 | –                     | –                | Non-album tracks                         |
| 1967 | "Baby, I Can't Stand It" b/w "Trust Me"                                                                                | –                 | –                     | –                | Non-album tracks                         |
| 1967 | "Broadway Walk" b/w "Somebody Special" (from Fly Me To The Moon)                                                       | –                 | –                     | –                | Non-album tracks                         |
| 1968 | "What Is This" b/w "What You Gonna Do (When Your Love Is Gone)" (Non-album track)                                      | –                 | 33                    | –                | Fly Me To The Moon                       |
| 1968 | "Fly Me To The Moon" b/w "Take Me"                                                                                     | 52                | 16                    | –                | Fly Me To The Moon                       |
| 1968 | "California Dreamin'" b/w "Baby, You Oughta Think It Over"                                                             | 43                | 20                    | –                | Fly Me To The Moon                       |
| 1969 | "I Left My Heart In San Francisco" ?b/w "Love, The Time Is Now" (from Fly Me To The Moon)                              | –                 | 48                    | –                | My Prescription                          |
| 1969 | "It's Gonna Rain" b/w "Thank You"                                                                                      | –                 | 43                    | –                | My Prescription                          |
| 1969 | "How I Miss You Baby" b/w "Tried and Convicted"                                                                        | 94                | 13                    | –                | My Prescription                          |
| 1970 | "More Than I Can Stand" b/w "Arkansas State Prison"                                                                    | 90                | 23                    | –                | My Prescription                          |
| 1970 | "I'm Gonna Forget About You" b/w "Don't Look Back"                                                                     | –                 | 30                    | –                | My Prescription                          |
| 1970 | "Everybody's Talkin'" b/w "Something"                                                                                  | –                 | –                     | –                | The Womack "Live"                        |
| 1971 | "Breezin'" b/w "Azure Blue" Both sides with Gábor Szabó                                                                | –                 | 43                    | –                | High Contrast (Gábor Szabó's album)      |
| 1971 | "The Preacher"—Part 2 / "More Than I Can Stand" b/w Part 1                                                             | –                 | 30                    | –                | The Womack "Live"                        |
| 1971 | "Communication" b/w "Fire and Rain"                                                                                    | –                 | 40                    | –                | Communication                            |
| 1972 | "That's The Way I Feel About Cha" b/w "Come L'Amore"                                                                   | 27                | 2                     | –                | Communication                            |
| 1972 | "Woman's Gotta Have It" b/w "(If You Don't Want My Love) Give It Back" (from Communication)                            | 60                | 1                     | –                | Understanding                            |
| 1972 | "Sweet Caroline (Good Times Never Seemed So Good)" /                                                                   | 51                | 16                    | –                | Understanding                            |
| 1973 | "Harry Hippie" | 31                | 8                     | –                | Understanding                            |
| 1973 | "Across 110th Street" b/w "Hang On In There"                                                                           | 56                | 19                    | –                | Across 110th Street                      |
| 1973 | "Nobody Wants You When You're Down and Out"                                                                            | 29                | 2                     | –                | Facts Of Life                            |
| 1973 | "I'm Through Trying To Prove My Love To You"                                                                           | –                 | 80                    | –                | Facts Of Life                            |
| 1974 | "Lookin' For A Love" (solo re-recording) b/w "Let It Hang Out"                                                         | 10                | 1                     | –                | Lookin' For A Love Again                 |
| 1974 | "You're Welcome, Stop On By" b/w "I Don't Want To Be Hurt By Ya Love Again"                                            | 59                | 5                     | –                | Lookin' For A Love Again                 |
| 1974 | "I Don't Know" b/w "Yes Jesus Loves Me"                                                                                | –                 | –                     | –                | I Don't Know What The World Is Coming To |
| 1975 | "Check It Out" b/w "Interlude #2"                                                                                      | 91                | 6                     | –                | I Don't Know What The World Is Coming To |
| 1975 | "It's All Over Now" b/w "Git It"                                                                                       | –                 | 68                    | –                | I Don't Know What The World Is Coming To |
| 1975 | "Where There's A Will, There's A Way" b/w "Everything's Gonna Be Alright"                                              | –                 | 13                    | –                | Safety Zone                              |
| 1976 | "Daylight" b/w "Trust Me"                                                                                              | –                 | 5                     | –                | Safety Zone                              |
| 1977 | "Home Is Where the Heart Is" b/w "We've Only Just Begun"                                                               | –                 | 43                    | –                | Home Is Where The Heart Is               |
| 1977 | "Standing In The Safety Zone" b/w "A Change Is Gonna Come"                                                             | –                 | –                     | –                | Home Is Where The Heart Is               |
| 1978 | "Wind It Up" b/w "Stop Before We Start"                                                                                | –                 | –                     | –                | Pieces                                   |
| 1978 | "Trust Your Heart" b/w "When Love Begins Friendship Ends"                                                              | –                 | 47                    | –                | Pieces                                   |
| 1979 | "How Could You Break My Heart" b/w "I Honestly Love You"                                                               | –                 | 40                    | –                | Roads Of Life                            |
| 1981 | "Secrets" / | –                 | 55                    | –                | The Poet                                 |
| 1982 | "If You Think You're Lonely Now"                                                                                       | –                 | 3                     | –                | The Poet                                 |
| 1982 | "Where Do We Go From Here" b/w "Just My Imagination"                                                                   | –                 | 26                    | –                | The Poet                                 |
| 1984 | "It Takes A Lot Of Strength To Say Goodbye" (with Patti Gravadora/Selole) b/w "Who's Foolin' Who"                      | –                 | 76                    | –                | The Poet II                              |
| 1984 | "Love Has Finally Come At Last" (with Patti Gravadora/Selole) b/w "American Dream"                                     | 88                | 3                     | –                | The Poet II                              |
| 1984 | "Tell Me Why" b/w "Through The Eyes Of A Child" (with Patti Gravadora/Selole)                                          | –                 | 54                    | 60               | The Poet II                              |
| 1985 | "Someday We'll All Be Free" b/w "I Wish I Had Someone To Go Home To"                                                   | –                 | 74                    | –                | Someday We'll All Be Free                |
| 1985 | "I Wish He Didn't Trust Me So Much" b/w "Got To Be With You Tonight"                                                   | –                 | 2                     | 64               | So Many Rivers                           |
| 1985 | "Let Me Kiss It Where It Hurts" b/w "Check It Out"                                                                     | –                 | 50                    | –                | So Many Rivers                           |
| 1985 | "I'm So Proud" (with Cecil Womack) b/w "Searching For My Love"                                                         | –                 | –                     | –                | Someday We'll All Be Free                |
| 1986 | "Gypsy Woman" b/w "Whatever Happened To The Times?"                                                                    | –                 | –                     | –                | So Many Rivers                           |
| 1986 | "(I Wanna) Make Love To You" b/w "Whatever Happened To The Times?" (from So Many Rivers)                               | –                 | 57                    | –                | Womagic                                  |
| 1987 | "How Could You Break My Heart" b/w "Give It Up" UK-only release                                                        | –                 | –                     | –                | Roads Of Life                            |
| 1987 | "So The Story Goes" b/w "The Liam McCoy" Both sides with Living In A Box                                               | 81                | –                     | 34               | Non-album tracks                         |
| 1987 | "Living In A Box" b/w "I Can't Stay Mad" (from Womagic)                                                                | –                 | –                     | 70               | The Last Soul Man                        |
| 1988 | "Outside Myself" b/w "A Woman Likes To Hear That"                                                                      | –                 | –                     | –                | The Last Soul Man                        |
| 1989 | "Priorities" b/w Instrumental version of B-side                                                                        | –                 | –                     | –                | Save The Children                        |
| 1989 | "Save The Children" b/w Instrumental version of A-side                                                                 | –                 | 83                    | –                | Save The Children                        |
| 1991 | "I Wish I'd Never Met You" (with Mica Paris) Featured on "If I Love U 2 Nite" CD single by Mica Paris                  | –                 | –                     | –                | Non-album tracks                         |
| 1993 | "I'm Back For More" (with Lulu) CD single with four different mixes                                                    | –                 | –                     | 27               | Non-album tracks                         |
| 1995 | "It's A Man's Man's Man's World" (with Jeanie Tracy) CD single with seven different mixes                              | –                 | –                     | 73               | Non-album tracks                         |
| 2004 | "California Dreamin'" (re-release) 2. "Lookin' For A Love" 3. Holding On To My Baby's Love (Non-album track) CD single | –                 | –                     | 59               | The Preacher                             |
| 2012 | "Please Forgive My Heart" CD single with two different mixes                                                           | –                 | –                     | –                | The Bravest Man In The Universe          |

### Como Convidado
| Ano  | Título | Desempenho        | Desempenho            | Desempenho  | Desempenho        | Desempenho | Desempenho        | Desempenho          | Desempenho | Desempenho                       | Desempenho      | Desempenho        |
| Ano  | Título | Billboard Hot 100 | Hot R&B/Hip-Hop Songs | ARIA Charts | Ö3 Austria Top 40 | Ultratop   | GfK Entertainment | Irish Singles Chart | MegaCharts | Official New Zealand Music Chart | Swiss Hitparade | Billboard Hot 100 |
| ---- | --- | ----------------- | --------------------- | ----------- | ----------------- | ---------- | ----------------- | ------------------- | ---------- | -------------------------------- | --------------- | ----------------- |
| 1962 | "Lookin' for a Love" (The Valentinos featuring Bobby Womack)                                                             | 72                | 8                     | —           | —                 | —          | —                 | —                   | —          | —                                | —               | —                 |
| 1964 | "It's All Over Now" (The Valentinos featuring Bobby Womack)                                                              | 94                | 21                    | —           | —                 | —          | —                 | —                   | —          | —                                | —               | —                 |
| 1985 | "(No Matter How High I Get) I'll Still Be Looking Up To You" (Wilton Felder featuring Bobby Womack and Altrinna Grayson) | —                 | 2                     | —           | —                 | —          | —                 | —                   | —          | —                                | —               | —                 |
| 2010 | "STYLO" (Gorillaz featuring Mos Def & Bobby Womack)                                                                      | —                 | —                     | 48          | 40                | 25         | 63                | —                   | 56         | —                                | 56              | 103               |

## Participações em Outros Projetos
| Year | Song                 | Other artists            | Album             |
| ---- | -------------------- | ------------------------ | ----------------- |
| 2001 | "Get a Life"         | Rae & Christian          | Sleepwalking      |
| 2001 | "Wake Up Everybody"  | Rae & Christian          | Sleepwalking      |
| 2010 | "Cloud of Unknowing" | Gorillaz & Sinfonia ViVA | Plastic Beach     |
| 2011 | "Bobby in Phoenix"   | Gorillaz                 | The Fall          |
| 2015 | "New Day Coming"     | Rudimental               | We the Generation |